# D. H. Lawrence
David Herbert Richards Lawrence (Eastwood, Nottinghamshire, 11 de setembre de 1885- Vence, 2 de març de 1930) fou un escriptor anglès autor de novel·les, contes, poemes, obres de teatre, assaigs, llibres de viatges, pintures, traduccions i crítica literària.

## Obra
La seva literatura exposa una extensa reflexió sobre els efectes deshumanitzadors de la modernitat i la industrialització, i va abordar qüestions relacionades amb la salut emocional, la vitalitat, l'espontaneïtat, la sexualitat humana i l'instint. Les opinions de Lawrence sobre tots aquests assumptes li van causar múltiples problemes personals: a més d'una ordre de persecució oficial, la seva obra va ser objecte en diverses ocasions de censura; d'altra banda, la interpretació esbiaixada d'aquella al llarg de la segona meitat de la seva vida va ser una constant. A conseqüència d'això, va haver de passar la major part de la seva vida en un exili voluntari, que ell mateix va anomenar "pelegrinatge salvatge".
L’amant de lady Chatterley, la seva obra més cèlebre, és una de les novel·les més polèmiques de la literatura anglesa del segle xx. Lawrence hi narra les angoixes de Constance Chatterley, una dona casada que se sent atrapada en el seu matrimoni. D. H. Lawrence la va publicar a Florència el 1928 i a l’any següent a París, però es tractava d’una edició esporgada, a causa dels passatges tòrrids que contenia la novel·la. La versió íntegra no es va publicar a la Gran Bretanya fins al 1960.

## Imatge i crítica
Encara que en el moment de la seva mort la seva imatge davant l'opinió pública era la d'un pornògraf que havia desaprofitat el seu considerable talent, E. M. Forster, en un obituari, va defensar la seva reputació en descriure'l com "el novel·lista imaginatiu més gran de la nostra generació". Posteriorment, F. R. Leavis, un crític de Cambridge de notòria influència, va ressaltar tant la seva integritat artística com la seva seriositat moral, cosa que va situar bona part de la seva ficció dins de la "gran tradició" canònica de la novel·la a Anglaterra. Amb el temps, la imatge de Lawrence s'ha consolidat en la d'un pensador visionari i un gran representant del modernisme en el marc de la literatura anglesa, tot i que algunes crítiques feministes deploren la seva actitud cap a les dones, així com la visió del tipus de sexualitat que es percep en les seves obres o el seu ambigu interès per ideologies de dretes de l'època com el feixisme.

## Interès en dialectologia i idiolectes obrers
Lawrence és també notable per la seva procedència d'una família proletària de Nottinghamshire, al nord industrial i endarrerit d'Anglaterra: el seu pare treballava en una mina de carbó, i sa mare era professora en una escola, orígens que el distingeixen fortament de la majoria d'escriptors de l'època. La seva freqüent representació de la llengua parlada amb una ortografia no estàndard de la classe obrera del nord anglès, en prosa i vers, també ha estat objecte d'interès.

## Traduccions al català
- Lawrence, D.H.. L'amant de lady Chatterley. Traducció: Jordi Arbonès.  Viena, juny del 2024 (Club Victòria, 15). ISBN 978-84-1947-455-1.[4]